# Serpentaire du Kinabalu
Spilornis kinabaluensis
Espèce
Statut de conservation UICN

 VU C2a(ii) : Vulnérable
Statut CITES
Le Serpentaire du Kinabalu (Spilornis kinabaluensis) est une espèce d'oiseaux de la famille des Accipitridae.

## Répartition
Cette espèce vit dans le nord de Bornéo.